# Zwarte truffel
De zwarte truffel (Tuber melanosporum) is de echte truffel uit de Périgord en Quercy.  De paddenstoel is zwart en dooraderd met lichtgekleurde aders.
Het intensieve parfum doet denken aan muskus en jeneverbes. Bij de bereiding komt het aroma pas volledig vrij. De zwarte truffel en de wintertruffel lijken qua uiterlijk erg op elkaar, maar het aroma van de zwarte truffel is veel sterker.